# Plattling–Bayerisch Eisenstein-vasútvonal
A Plattling–Bayerisch Eisenstein-vasútvonal (ismert még mint Bayerische Waldbahn vagy csak röviden Waldbahn) egy vasútvonal Bajorország keleti felén, közel a cseh határhoz. A 71,7 km hosszú vonal nem villamosított, egyvágányú, 1 435 mm-es nyomtávolságú. A Bajor-erdőt szeli keresztül. A Stadler Regio-Shuttle RS1 típusú motorkocsik közlekednek rajta, melyeket a Länderbahn üzemelteti.